# Mallinella immaculata
Mallinella immaculata là một loài nhện trong họ Zodariidae.
Loài này thuộc chi Mallinella. Mallinella immaculata được Zhang & Zhu miêu tả năm 2009.